# Ichthyapus platyrhynchus
Ichthyapus platyrhynchus är en fiskart som först beskrevs av Gosline, 1951.  Ichthyapus platyrhynchus ingår i släktet Ichthyapus och familjen Ophichthidae. Inga underarter finns listade i Catalogue of Life.